# 特里施塔赫
特里施塔赫是奥地利蒂罗尔州利恩茨县的一个市镇。总面积18.8平方公里，总人口1309人，人口密度69.6人/平方公里（2005年）。